# Sven Deckers
Sven Gusta Norbert Deckers (ca. 1971) is een Belgisch ondernemer en Vlaams-nationalistisch politicus voor de N-VA.

## Levensloop
Deckers werd actief in het transportbedrijf dat door vader en grootvader werd uitgebouwd en zich richt op de chemische sector. In 2021 werd de onderneming overgenomen door de Trans Polonia Group (TPG).
Daarnaast werd hij politiek actief in de aanloop naar de gemeenteraadsverkiezingen van 2012. Hij werd daarbij verkozen tot gemeenteraadslid te Brecht. Bij de stembusgang van 2018 was hij lijsttrekker van de N-VA-kieslijst. De Vlaams-nationalistische partij won de verkiezingen en vormde een coalitie met het kartel CD&V-CDB. Deckers werd daarbij aangesteld als burgemeester in opvolging van de christendemocraat Luc Aerts. Bij de verkiezingen van 2024 was hij wederom lijsttrekker. Zijn partij moest daarbij een verlies incasseren van ca. 2,5% en verloor daarbij 1 van haar 11 zetels in de gemeenteraad. N-VA belandde in de oppositie en in december 2024 werd Deckers als burgemeester opgevolgd door Frans Van Looveren.